# 上野規行
上野 規行（うえの・のりゆき、1971年5月10日 - ）は、日本のディスクジョッキー（セレクター）、ラジオパーソナリティ、ナレーター、実業家。愛知県豊田市出身。血液型はO型。ラジオパーソナリティとしてノリウエノ、NORRI名義、音楽活動ではWIREMANN名義も用いる。

## 来歴
ラジオのDJ（ナビゲーター）を目指しZIP-FMのADをしていた2004年、翌年に控えた2005年日本国際博覧会のイベント放送局のDJオーディションに応募。
審査の結果、公募枠2人のうちの1人に選ばれた。
2005年2月、イベント放送局「FM LOVEARTH」でDJデビュー、213日間の放送を他のDJと共に行う。
万博終了後は「LOVEARTH」の主な事業を引き継いだCBCラジオで万博関連のラジオやイベントを担当しながら、他の局でもDJとして活動している。

## メディア出演

### ラジオパーソナリティ
2005年日本国際博覧会イベントFM放送「FM LOVEARTH」
1日5～6時間の枠を他のDJとのローテーションで担当。
CBCラジオ／テレビ
- LOVEARTH／AM LOVEARTH／MUSIC LOVEARTH／A DECADE OF LOVEARTH
- 上野規行のサンデーLOVEARTH

K-MIX
- K-MIX SHIZUOKA TOP40（2006年4月 - 2008年3月）

RADIO-i
- Friday Beat Jam
- RADIO-i MUSIC SURF

エフエム愛知（ノリウエノ名義で出演）
- イブニング・シャトル（2012年4月-2013年3月）
- on the beat（2013年4月-2014年3月）
- FM AICHI A-1 Countdown（2014年4月-2015年3月）

Radio NEO（NORRI名義で出演）
- Morning NEO -GAYA-（毎週月曜 - 金曜 7:00 - 9:00、2015年10月1日 - 2016年9月30日）
- Morning NEO -SUNNY-（毎週月曜 - 金曜 9:00 - 11:00、2016年7月4日 - 2016年9月30日）
- NORRI's KITCHEN（毎週月曜 - 金曜 12:00 - 14:56、2016年10月3日 - 2017年9月29日）

### 主なナレーション
CBCラジオ
- 「宮部和裕のドラゴンズEXPRESS」（火-金18:00-20:00）
  - 番組名及び各コーナーのタイトルコール担当。
- 「河原龍夫のヒット! ヒット! パラダイス」（月曜18:00-19:30）
  - コーナータイトルコール担当。
- 「オークローンヒットヒットインフォマーシャル」
  - コーナータイトルコール担当。

### 主なCM
- ジャパンレンタカー（TV・ラジオ）